# Вулиця Героїв УПА (Львів)
Ву́лиця Геро́їв УПА́ — одна з магістральних вулиць у Франківському районі Львова, в історичній місцевості Новий Світ. Сполучає вулиці Бандери та Кульпарківську, проходить паралельно до вулиць Антоновича, Городоцької, Федьковича та Поліщука.

## Назви
- до 1870 року — вулиця Цвинтарна бічна, оскільки пролягала недалеко від Городоцького цвинтару та Піллєрівка, на честь львівських видавців XIX століття Піллерів.
- 1871—1919 — вулиця Польна.
- 1919—1940 — вулиця Львівських Дітей, на честь молодих львів'ян, які загинули під час першої світової війни.
- 1940—1941 — вулиця Тургенівська, на честь російського письменника XIX століття Івана Тургенева.
- 1941—1943 — вулиця Львівських Дітей.
- 1943-липень 1944 — Гінденбургштрассе, на честь німецького воєначальника Пауля фон Гінденбурга.
- липень-грудень 1944 — вулиця Львівських Дітей.
- грудень 1944—квітень 2008 — вулиця Тургенева[6], на честь російського письменника XIX століття Івана Тургенева[7].
- від 17 квітня 2008 — вулиця Героїв УПА, на пошану героїв Української повстанської армії[8]. За рішення про перейменування вулиці проголосували 69 з 90 депутатів львівської міської ради, проти не проголосував ніхто, решта 16 депутатів, що перебували в залі, не взяли участь у голосуванні. Проти такого рішення виступили львівські комуністи. З травня 2008 року місцевий осередок КПУ спільно з представниками партії «Руський блок» розпочав збір підписів серед мешканців вулиці Тургенєва та міста Львова проти цього рішення ЛМР[9].
- Консул Російської Федерації у Львові Євгеній Гузєєв назвав це рішення міськради «недружнім кроком по відношенню до Росії»[8][10].

## Забудова
У забудові вулиці Героїв УПА присутній модерн, польський і радянський конструктивізм, «сталінки».

### З непарного боку
№ 23 — за Польщі тут була пекарня Фінстера. За радянських часів — Львівські міські електромережі (Радянського району м. Львова), а нині — Франківський район електромереж № 1 Львівських міських електромереж.
№ 25/27 — за Польщі тут розміщувалася фабрика електричних ламп «Zareg», нині використовується як гуртовий склад продовольчих товарів ПАТ «Львівгуртбакалія».
№ 29 — восьмиповерховий житловий будинок з вбудованими офісними приміщеннями та підземною автостоянкою на 22 паркомісця, збудований компанією «Корпорація КРТ» у 2015—2016 роках. Офісні приміщення орендує низка різнопрофільних організацій, зокрема, медичний центр «Лор & краса», фінансова компанія «Fin X», студія краси «Permanent» тощо.
№ 33 — офісний центр, збудований ще за радянських часів. Тут зокрема міститься науково-геологічний центр ДП «Західукргеологія».
№ 35 — двоповерхова будівля лазні, яка працює у цьому будинку від початку 1960-х років.
№ 49 — одноповерховий будинок збудований наприкінці XIX століття. У 1900-х роках належав В. Посельту. Тут у 1906—1913 роках містилася власна майстерня львівського скульптора Теобальда Оркасевича.
№ 53 — багатоповерховий житловий будинок, споруджений наприкінці 1990-х років.
№ 71 — один з корпусів колишнього НВО «Кінескоп», споруджений у 1954 році. На трикутному фронтоні, розташованому над третім поверхом будівлі, вміщено архітектурне зображення року спорудження: «1954». Нині у цій будівлі міститься низка магазинів будівельних та оздоблювальних матеріалів, автомийка. Наприкінці листопада 2018 року тут відкрився черговий маркет мережі «АТБ», вже шістнадцятий за ліком у Львові.
№ 73 — головний корпус НВО «Кінескоп», споруджений у 1954 році. Корпуси, колись великого підприємства, займають територію між вулицями Антоновича, Героїв УПА, Залізняка та Кульпарківською, нині використовуються суб'єктами підприємницької діяльності, зокрема, мережа хімчисток «Чисто», магазини-салони «Viessmann», «СІМС»; відділення АТ КБ «ПриватБанк», офіс страхової компанії PZU та інші.
Вхід (заїзд) на територію колишнього заводу з боку вулиці Героїв УПА прикрашав мозаїчний рельєф (мозаїка), авторства Володимира Патика. На початку серпня 2019 року її було зруйновано забудовником. У 2019—2021 роках на цьому місці споруджений сучасний п'ятиповерховий офісний центр «Таурус» (корпус Т1), з цоколем та однорівневим підземним паркінгом. Поряд із ним облаштований багаторівневий (чотириповерховий) паркінг на 150 місць, а позаду нього, на місці котельної та низки колишніх виробничих будівель споруджений шістнадцятиповерховий бізнес-центр «Таурус» (корпус Т2), що має адресу: вул. Антоновича, 112а.
№ 73ж — Почесне консульство Словацької Республіки, яке офіційно запрацювало 11 березня 2024 року.
№ 77 — чотириповерховий корпус колишнього НВО «Кінескоп». Нині в будівлі міститься низка офісів різних компаній, торговельних представництв, магазини, відділення банків і страхових компаній, а також відділення поштового зв'язку № 29 АТ «Укрпошта» та інші.

### З парного боку
№ 70 — за Польщі була майстерня фізичних та наукових приладів Шиманського. Нині цієї будівлі не існує, оскільки на місці майстерні збудовано корпус № 8 колишнього Львівського заводу телеграфної апаратури.
№ 72 — колишній головний корпус збанкрутілого Львівського заводу телеграфної апаратури, нині будівля використовується суб'єктами підприємницької діяльності, зокрема, окремі приміщення займають офіс мережі автозаправних комплексів ОККО, медична лабораторія «Унілаб», Почесне генеральне консульство Литовської Республіки у м. Львові та інші.
Поряд розташована двоповерхова вілла збудована у 1930-х роках найімовірніше за проєктом архітектора Юзефа Авіна в стилі ар деко. Автором автентичного барельєфу над балконом міг бути відомий львівський скульптор Юзеф Стажинський, який співпрацював з Юзефом Авіном і часто виконував екстер'єрні та інтер'єрні скульптурні оздоблення в проєктах Авіна. У 1930-х роках власниками вілли були Соломея та Давид Бейдери. За радянських часів вілла зазнала значного внутрішнього перепланування для потреб колишнього Львівського заводу телеграфної апаратури (корпус № 41). Від 1990-х років вілла знаходиться у занедбаному стані. Вілла не є пам'яткою архітектури, але має всі підстави для отримання цього статуса. 27 грудня 2019 року виконавчий комітет Львівської міської ради своїм рішенням затвердив ТзОВ «Хостел бізнес девелопмент» містобудівні умови та обмеження на будівництво готелю зі знесенням існуючої історичної будівлі. Висота новобудови має бути не вище 28,5 метрів. Фасадну частину колишньої вілли замовник запропонував імплементувати в проєкт будівництва.
№ 74 — шестиповерховий корпус колишнього Львівського заводу телеграфної апаратури, споруджений у 1960-х роках. Біля цього корпусу розташована станція муніципального велопрокату.
№ 76, 78 — житлові будинки, збудовані у 1952—1953 роках за проєктом Івана Персікова, які початково призначалися для інженерів та робітників електролампового заводу (колишній НВО «Кінескоп»). За радянських часів у лівому крилі будинку № 76 працювало ательє мод 1-го розряду «Силует» та дитячий садок, а у правому крилі того ж будинку працювали магазини «Книги» і «Продукти» та кафе. Продуктовий магазин та кафе працюють й понині. Ще наприкінці 1990-х років приміщення, де розташовувався магазин «Книги», було поділене навпіл. У другій половині книжкового магазину відкрився магазин промислових товарів та побутової хімії, котрий поступово «витіснив» з приміщення магазин «Книги». Але його історія не була тривалою. Вже на початку 2000-х років приміщення викупив ПУМБ, де з часом відкрилося відділення № 2 цього банку. За часи незалежності в будинку відкрилися аптеки «Медікор» та «Едельвейс». В будинку № 78 розташоване Почесне Консульство Республіки Білорусь у Львові.
№ 80 — будівля початку 1970-х років, споруджена для потреб їдальні НВО «Кінескоп» та дитячого садочку. Від 1990-х років будівлю займає нічний клуб «Лерой», ресторан «Наутілус» та салон меблів, а до правого крила будівлі прибудовано ресторан «Грейцер». Від 2016 року в приміщенні колишньої їдальні міститься львівський офіс компанії IT Education Academy.
№ 80а — двоповерховий будинок, в якому міститься офіс ТзОВ «Барком» (власники ТМ «Родинна ковбаска» та «Хліборія»).